# شرق شرق است
شرق شرق است (انگلیسی: East Is East) فیلمی به کارگردانی دامین اودانل است که در سال ۱۹۹۹ منتشر شد. از بازیگران آن می‌توان به اوم پوری، لیندا باست، آرچی پنجابی و گری لوئیس اشاره کرد.
این فیلم جایزه بفتای بهترین فیلم را در پنجاه و سومین دوره جوایز بفتا در سال ۲۰۰۰ میلادی از آن خود کرد.

## داستان فیلم
داستان فیلم ماجرای یک خانواده مسلمان پاکستانی مقیم انگلیس و جدال درونی آنها برای تطبیق با فرهنگ و اخلاقیات جامعه تازه است. پدر خانواده که با وجود ازدواج با یک زن انگلیسی و بیش از دو دهه زندگی در کشور تازه هنوز دلبسته سنت‌ها و اخلاقیات سرزمین مادری خود است، با تهدید و ارعاب و جدال و کشمکش داخلی، خانواده خود را تا مرز ویرانی پیش می‌برد.